# Трупіал танагровий
Трупіа́л танагровий (Lampropsar tanagrinus) — вид горобцеподібних птахів родини трупіалових (Icteridae). Мешкає в Південній Америці. Це єдиний представник монотипового роду Танагровий трупіал (Lampropsar).

## Опис
Довжина самця становить 22 см, самиці 19 см. Забарвлення повністю чорне з синім відблиском. Очі темні, дзьоб відносно короткий. Хвіст довгий, на кінці округлий.

## Підвиди
Виділяють п'ять підвиди:
- L. t. guianensis Cabanis, 1849 — долина Ориноко на сході Колумбії, у Венесуелі і Гаяні, північ Бразилії (Рорайма);
- L. t. tanagrinus (Spix, 1824) — південно-східна Колумбія, схід Еквадору, північний схід Перу і захід Бразильської Амазонії;
- L. t. macropterus Gyldenstolpe, 1945 — захід Бразилії (верхня течія Журуа);
- L. t. violaceus Hellmayr, 1906 — захід Бразилії (північний захід Мату-Гросу);
- L. t. boliviensis Gyldenstolpe, 1941 — північно-східна Болівія (верхня течія Бені).

## Поширення і екологія
Танагрові трупіали мешкають в Колумбії, Еквадорі, Перу, Болівії, Бразилії, Венесуелі і Гаяні. Вони живуть в заболочених і варзейських лісах (тропічних лісах у заплавах Амазонки і її притоків), на узліссях вологих тропічних лісів та на болотах. Зустрічаються зграйками до 20 птахів, часто приєднуються до змішаних зграй птахів. Живляться комахами.